# Seven Days (televisieserie)
Seven Days (7 Days) is een Amerikaanse sciencefictiontelevisieserie rond het onderwerp tijdreizen. De serie werd in de Verenigde Staten uitgezonden tussen 1998 en 2001.

## Verhaal
Een geheime afdeling van het Amerikaanse veiligheidsagentschap heeft de technologie in handen om zeven dagen terug in de tijd te reizen. Ze hebben deze technologie gevonden in de ufo's die in 1947 in Roswell waren gecrasht. Agent Frank Parker gebruikt deze technologie om zeven dagen terug in de tijd te reizen om terreuraanslagen en andere rampen te bestrijden. Wanneer er een aanslag of ramp gebeurt, gaat Parker zeven dagen terug in de tijd om te onderzoeken wat er gebeurd is om op die manier de aanslag of ramp met succes te voorkomen.

## Rolverdeling
| Acteur            | Personage        |
| ----------------- | ---------------- |
| Jonathan LaPaglia | Frank Parker     |
| Justina Vail      | Olga Vukavitch   |
| Nick Searcy       | Nathan Ramsey    |
| Don Franklin      | Craig Donovan    |
| Alan Scarfe       | Bradley Talmadge |

## Afleveringen

### Seizoen 1
1. Piloot, deel 1
2. Piloot, deel 2
3. The Gettysburg Virus
4. Come Again ?
5. Vows
6. Doppleganger, deel 1
7. Doppleganger, deel 2
8. Shadow Play
9. As Time Goes By
10. Sleepers
11. HAARP Attack
12. Last Card Up
13. Last Breath
14. Parkergeist
15. Daddy's Girl
16. There's Something About Olga
17. A Dish Best Served Cold
18. Vegas Heist
19. EBEs
20. Walter
21. Lifeboat

### Seizoen 2
1. The Football
2. Pinball Wizard
3. Parker.com
4. For the Children
5. Two Weddings and a Funeral
6. Walk Away
7. Sister's Keeper
8. The Collector
9. Love and Other Disasters
10. The Devil and the Deep Blue Sea
11. Time Gremlin
12. Buried Alive
13. The Backstepper's Apprentice
14. Deja Vu All Over Again
15. Space Station Down
16. The Cuban Missile
17. X-35 Needs Changing
18. Brother, Can You Spare a Bomb ?
19. Pope Parker
20. Witch Way to the Prom
21. Mr. Donovan's Neighborhood
22. Playmates and Presidents
23. The Cure

### Seizoen 3
1. Stairway to Heaven
2. Peacekeepers
3. Rhino
4. The Dunwych Madness
5. Olga's Excellent Vacation
6. Deloris Demands
7. The Fire Last Time
8. Tracker
9. Top Dog
10. Adam & Eve & Adam
11. Head Case
12. Raven
13. The First Freshman
14. Revelation
15. Crystal Blue Persuasion
16. Empty Quiver
17. Kansas
18. The Final Countdown
19. The Brink
20. Sugar Mountain
21. Born in the USSR
22. Live: From Death Row